# 안일범
안일범(1990년 12월 2일 ~ )은 조선민주주의인민공화국의 축구 선수이다. 포지션은 미드필더이다. 현재 4.25체육단 소속이다.

## 구단 경력
안일범은 2009년 소백수체육단에 소속되어 있던 것으로 알려졌다.
2009-10시즌을 앞두고 세르비아의 3부리그인 세르비안 리그 웨스트의 FK 라드니키 1923으로 이적했다.
시즌 종료이후 소백수체육단으로 복귀했다.
2014년, 4.25체육단에 입단했다. 2018년, 4.25체육단의 일원으로 참가한 AFC컵대회에서 득점왕에 올랐다.

## 국가대표팀 경력
안일범은 2007년 FIFA U-17 월드컵에 참여하는 조선민주주의인민공화국 U-17 축구 국가대표팀 최종 명단에 포함되었다. 안일범은 조선민주주의인민공화국 대표팀 주장을 맡았다. 안일범은 대회 조별리그 2차전 브라질과의 경기에서 전반 24분 득점을 기록했지만 조선민주주의인민공화국 대표팀은 브라질에게 6-1로 대패했다.
안일범은 2010년 조선민주주의인민공화국 축구 국가대표팀에 처음 발탁되었다. 이후 2013년 EAFF 동아시안컵 2차예선 경기에 출전했으며 예선 첫 경기인 대만, 2차전인 괌과의 경기에서 득점을 기록했다. 하지만 조선민주주의공화국은 2차예선 2위를 기록하면서 2차예선에서 탈락했다.

## 수상

### 팀

#### FK 라드니츠키 1923
- 세르비안 리그 웨스트 우승: 2009-10

#### 4.25체육단
- 조선민주주의인민공화국 1부류축구련맹전 우승: 2015, 2017, 2017-18

### 개인
- AFC컵 득점상: 2018